# Whitney Houston/Diskografie
Diese Diskografie ist eine Übersicht über die musikalischen Werke der US-amerikanischen Sängerin Whitney Houston. Den Quellenangaben zufolge hat sie bisher mehr als 200 Millionen Tonträger verkauft und gehört somit zu den Interpretinnen mit den meistverkauften Tonträgern weltweit. Sie verkaufte alleine in Deutschland bis heute über 7,6 Millionen Tonträger und ist somit eine der Interpretinnen mit den meisten verkauften Tonträgern in Deutschland. Elf ihrer Singles schafften es bis auf Platz 1 in den Billboard Hot 100. Ihre erfolgreichste Veröffentlichung ist das Album The Bodyguard: Original Soundtrack Album mit über 45 Millionen verkauften Einheiten. Das Album zählt mit über 1,7 Millionen verkauften Einheiten zu den meistverkauften Alben in Deutschland.

## Alben

### Studioalben
| Jahr | Titel Musiklabel                           | Höchstplatzierung, Gesamtwochen/‑monate, AuszeichnungChartplatzierungen (Jahr, Titel, Musiklabel, Platzierungen, Wochen/Monate, Auszeichnungen, Anmerkungen) | Höchstplatzierung, Gesamtwochen/‑monate, AuszeichnungChartplatzierungen (Jahr, Titel, Musiklabel, Platzierungen, Wochen/Monate, Auszeichnungen, Anmerkungen) | Höchstplatzierung, Gesamtwochen/‑monate, AuszeichnungChartplatzierungen (Jahr, Titel, Musiklabel, Platzierungen, Wochen/Monate, Auszeichnungen, Anmerkungen) | Höchstplatzierung, Gesamtwochen/‑monate, AuszeichnungChartplatzierungen (Jahr, Titel, Musiklabel, Platzierungen, Wochen/Monate, Auszeichnungen, Anmerkungen) | Höchstplatzierung, Gesamtwochen/‑monate, AuszeichnungChartplatzierungen (Jahr, Titel, Musiklabel, Platzierungen, Wochen/Monate, Auszeichnungen, Anmerkungen) | Höchstplatzierung, Gesamtwochen/‑monate, AuszeichnungChartplatzierungen (Jahr, Titel, Musiklabel, Platzierungen, Wochen/Monate, Auszeichnungen, Anmerkungen) | Anmerkungen                                                     |
| Jahr | Titel Musiklabel                           | DE | AT | CH | UK | US | R&B | Anmerkungen                                                     |
| ---- | ------------------------------------------ | --- | --- | --- | --- | --- | --- | --------------------------------------------------------------- |
| 1985 | Whitney Houston Arista Records (RCA)       | DE2 Platin · (69 Wo.)DE | AT9 Platin · (7½ Mt.)AT | CH2 (33 Wo.)CH | UK2 ×4Vierfachplatin · (119 Wo.)UK | US1 ×4Diamant + Vierfachplatin · (176 Wo.)US | R&B1 (116 Wo.)R&B | Erstveröffentlichung: 14. Februar 1985 Verkäufe: + 22.000.000   |
| 1987 | Whitney Arista Records (BMG)               | DE1 Platin · (35 Wo.)DE | AT1 ×2Doppelplatin · (12 Mt.)AT | CH1 ×2Doppelplatin · (20 Wo.)CH | UK1 ×7Siebenfachplatin · (102 Wo.)UK | US1 Diamant · (88 Wo.)US | R&B2 (75 Wo.)R&B | Erstveröffentlichung: 1. Juni 1987 Verkäufe: + 20.000.000       |
| 1990 | I’m Your Baby Tonight Arista Records (BMG) | DE3 Platin · (26 Wo.)DE | AT2 Platin · (20 Wo.)AT | CH2 ×2Doppelplatin · (22 Wo.)CH | UK4 Platin · (29 Wo.)UK | US3 ×4Vierfachplatin · (57 Wo.)US | R&B1 (53 Wo.)R&B | Erstveröffentlichung: 26. September 1990 Verkäufe: + 10.000.000 |
| 1998 | My Love Is Your Love Arista Records (BMG)  | DE2 Platin · (70 Wo.)DE | AT1 Platin · (48 Wo.)AT | CH1 ×3Dreifachplatin · (67 Wo.)CH | UK4 ×3Dreifachplatin · (70 Wo.)UK | US13 ×4Vierfachplatin · (87 Wo.)US | R&B7 (79 Wo.)R&B | Erstveröffentlichung: 16. November 1998 Verkäufe: + 10.000.000  |
| 2002 | Just Whitney … Arista Records (BMG)        | DE16 (8 Wo.)DE | AT33 (7 Wo.)AT | CH10 Platin · (12 Wo.)CH | UK76 (5 Wo.)UK | US9 Platin · (30 Wo.)US | R&B3 (31 Wo.)R&B | Erstveröffentlichung: 25. November 2002 Verkäufe: + 2.000.000   |
| 2009 | I Look to You Arista Records (Sony)        | DE1 Gold · (17 Wo.)DE | AT3 Gold · (13 Wo.)AT | CH1 Gold · (14 Wo.)CH | UK3 Gold · (14 Wo.)UK | US1 Platin · (39 Wo.)US | R&B1 (43 Wo.)R&B | Erstveröffentlichung: 28. August 2009 Verkäufe: + 2.500.000     |

### Livealben
| Jahr | Titel Musiklabel                                                       | Höchstplatzierung, Gesamtwochen, AuszeichnungChartplatzierungen (Jahr, Titel, Musiklabel, Platzierungen, Wochen, Auszeichnungen, Anmerkungen) | Höchstplatzierung, Gesamtwochen, AuszeichnungChartplatzierungen (Jahr, Titel, Musiklabel, Platzierungen, Wochen, Auszeichnungen, Anmerkungen) | Höchstplatzierung, Gesamtwochen, AuszeichnungChartplatzierungen (Jahr, Titel, Musiklabel, Platzierungen, Wochen, Auszeichnungen, Anmerkungen) | Höchstplatzierung, Gesamtwochen, AuszeichnungChartplatzierungen (Jahr, Titel, Musiklabel, Platzierungen, Wochen, Auszeichnungen, Anmerkungen) | Höchstplatzierung, Gesamtwochen, AuszeichnungChartplatzierungen (Jahr, Titel, Musiklabel, Platzierungen, Wochen, Auszeichnungen, Anmerkungen) | Höchstplatzierung, Gesamtwochen, AuszeichnungChartplatzierungen (Jahr, Titel, Musiklabel, Platzierungen, Wochen, Auszeichnungen, Anmerkungen) | Anmerkungen                             |
| Jahr | Titel Musiklabel                                                       | DE | AT | CH | UK | US | R&B | Anmerkungen                             |
| ---- | ---------------------------------------------------------------------- | --- | --- | --- | --- | --- | --- | --------------------------------------- |
| 2014 | Live: Her Greatest Performances Arista Records • Legacy Records (Sony) | — | — | — | UK66 (1 Wo.)UK | US19 (8 Wo.)US | — | Erstveröffentlichung: 10. November 2014 |
| 2024 | The Concert for a New South Africa (Durban) Legacy Recordings (Sony)   | — | — | — | — | — | — | Erstveröffentlichung: 8. November 2024  |

### Kompilationen
| Jahr | Titel Musiklabel                                                                | Höchstplatzierung, Gesamtwochen, AuszeichnungChartplatzierungen (Jahr, Titel, Musiklabel, Platzierungen, Wochen, Auszeichnungen, Anmerkungen) | Höchstplatzierung, Gesamtwochen, AuszeichnungChartplatzierungen (Jahr, Titel, Musiklabel, Platzierungen, Wochen, Auszeichnungen, Anmerkungen) | Höchstplatzierung, Gesamtwochen, AuszeichnungChartplatzierungen (Jahr, Titel, Musiklabel, Platzierungen, Wochen, Auszeichnungen, Anmerkungen) | Höchstplatzierung, Gesamtwochen, AuszeichnungChartplatzierungen (Jahr, Titel, Musiklabel, Platzierungen, Wochen, Auszeichnungen, Anmerkungen) | Höchstplatzierung, Gesamtwochen, AuszeichnungChartplatzierungen (Jahr, Titel, Musiklabel, Platzierungen, Wochen, Auszeichnungen, Anmerkungen) | Höchstplatzierung, Gesamtwochen, AuszeichnungChartplatzierungen (Jahr, Titel, Musiklabel, Platzierungen, Wochen, Auszeichnungen, Anmerkungen) | Anmerkungen                                                  |
| Jahr | Titel Musiklabel                                                                | DE | AT | CH | UK | US | R&B | Anmerkungen                                                  |
| ---- | ------------------------------------------------------------------------------- | --- | --- | --- | --- | --- | --- | ------------------------------------------------------------ |
| 2000 | The Greatest Hits Arista Records (BMG)                                          | DE2 Platin · (39 Wo.)DE | AT3 Gold · (21 Wo.)AT | CH2 Platin · (43 Wo.)CH | UK1 ×5Fünffachplatin · (92 Wo.)UK | US2 ×5Fünffachplatin · (63 Wo.)US | R&B3 (27 Wo.)R&B | Erstveröffentlichung: 16. Mai 2000 Verkäufe: + 9.970.000     |
| 2001 | Love, Whitney Arista Records (BMG)                                              | — | AT42 (6 Wo.)AT | CH37 (12 Wo.)CH | UK22 (4 Wo.)UK | — | — | Erstveröffentlichung: 20. November 2001 Verkäufe: + 100.000  |
| 2007 | The Ultimate Collection Arista Records (Sony BMG)                               | DE3 ×2Doppelplatin · (22 Wo.)DE | AT1 (35 Wo.)AT | CH5 Gold · (23 Wo.)CH | UK3 ×5Fünffachplatin · (… Wo.)UK | — | — | Erstveröffentlichung: 2. November 2007 Verkäufe: + 2.612.916 |
| 2011 | The Essential Whitney Houston Arista Records • Legacy Records (Sony)            | DE20 (7 Wo.)DE | AT26 (8 Wo.)AT | CH15 (6 Wo.)CH | UK7 Silber · (9 Wo.)UK | — | — | Erstveröffentlichung: 10. Januar 2011 Verkäufe: + 70.000     |
| 2012 | I Will Always Love You: The Best of Whitney Houston Arista Records (Sony)       | — | — | CH87 (2 Wo.)CH | UK13 Platin · (… Wo.)UK | US14 Gold · (225 Wo.)US | R&B2 (54 Wo.)R&B | Erstveröffentlichung: 13. November 2012 Verkäufe: + 835.000  |
| 2017 | I Wish You Love: More from The Bodyguard Arista Records • Legacy Records (Sony) | — | — | — | — | US165 (1 Wo.)US | — | Erstveröffentlichung: 17. November 2017                      |

### Soundtracks
| Jahr | Titel Musiklabel                         | Höchstplatzierung, Gesamtwochen, AuszeichnungChartplatzierungen (Jahr, Titel, Musiklabel, Platzierungen, Wochen, Auszeichnungen, Anmerkungen) | Höchstplatzierung, Gesamtwochen, AuszeichnungChartplatzierungen (Jahr, Titel, Musiklabel, Platzierungen, Wochen, Auszeichnungen, Anmerkungen) | Höchstplatzierung, Gesamtwochen, AuszeichnungChartplatzierungen (Jahr, Titel, Musiklabel, Platzierungen, Wochen, Auszeichnungen, Anmerkungen) | Höchstplatzierung, Gesamtwochen, AuszeichnungChartplatzierungen (Jahr, Titel, Musiklabel, Platzierungen, Wochen, Auszeichnungen, Anmerkungen) | Höchstplatzierung, Gesamtwochen, AuszeichnungChartplatzierungen (Jahr, Titel, Musiklabel, Platzierungen, Wochen, Auszeichnungen, Anmerkungen) | Höchstplatzierung, Gesamtwochen, AuszeichnungChartplatzierungen (Jahr, Titel, Musiklabel, Platzierungen, Wochen, Auszeichnungen, Anmerkungen) | Anmerkungen                                                                          |
| Jahr | Titel Musiklabel                         | DE | AT | CH | UK | US | R&B | Anmerkungen                                                                          |
| ---- | ---------------------------------------- | --- | --- | --- | --- | --- | --- | ------------------------------------------------------------------------------------ |
| 1992 | The Bodyguard Arista Records (BMG)       | DE1 ×3Dreifachplatin · (60 Wo.)DE | AT1 ×4Vierfachplatin · (35 Wo.)AT | CH1 ×5Fünffachplatin · (32 Wo.)CH | UK1* ×7Siebenfachplatin · (… Wo.)UK | US1 ×9Diamant + Neunfachplatin · (155 Wo.)US                                                                                                  | R&B1 (122 Wo.)R&B | Erstveröffentlichung: 3. November 1992 * Kompilationen-Charts Verkäufe: + 45.000.000 |
| 1996 | The Preacher’s Wife Arista Records (BMG) | DE9 (20 Wo.)DE | AT8 (16 Wo.)AT | CH11 Gold · (17 Wo.)CH | UK35 Silber · (11 Wo.)UK | US3 ×3Dreifachplatin · (42 Wo.)US | R&B1 (49 Wo.)R&B | Erstveröffentlichung: 26. November 1996 Verkäufe: + 7.000.000                        |

### Weihnachtsalben
| Jahr | Titel Musiklabel                                 | Höchstplatzierung, Gesamtwochen, AuszeichnungChartplatzierungen (Jahr, Titel, Musiklabel, Platzierungen, Wochen, Auszeichnungen, Anmerkungen) | Höchstplatzierung, Gesamtwochen, AuszeichnungChartplatzierungen (Jahr, Titel, Musiklabel, Platzierungen, Wochen, Auszeichnungen, Anmerkungen) | Höchstplatzierung, Gesamtwochen, AuszeichnungChartplatzierungen (Jahr, Titel, Musiklabel, Platzierungen, Wochen, Auszeichnungen, Anmerkungen) | Höchstplatzierung, Gesamtwochen, AuszeichnungChartplatzierungen (Jahr, Titel, Musiklabel, Platzierungen, Wochen, Auszeichnungen, Anmerkungen) | Höchstplatzierung, Gesamtwochen, AuszeichnungChartplatzierungen (Jahr, Titel, Musiklabel, Platzierungen, Wochen, Auszeichnungen, Anmerkungen) | Höchstplatzierung, Gesamtwochen, AuszeichnungChartplatzierungen (Jahr, Titel, Musiklabel, Platzierungen, Wochen, Auszeichnungen, Anmerkungen) | Anmerkungen                                                 |
| Jahr | Titel Musiklabel                                 | DE | AT | CH | UK | US | R&B | Anmerkungen                                                 |
| ---- | ------------------------------------------------ | --- | --- | --- | --- | --- | --- | ----------------------------------------------------------- |
| 2003 | One Wish: The Holiday Album Arista Records (BMG) | — | — | — | — | US49 Gold · (13 Wo.)US | R&B14 (6 Wo.)R&B | Erstveröffentlichung: 18. November 2003 Verkäufe: + 550.000 |

## Singles

### Als Leadmusikerin
| Jahr | Titel Album                                                       | Höchstplatzierung, Gesamtwochen/‑monate, AuszeichnungChartplatzierungen (Jahr, Titel, Album, Platzierungen, Wochen/Monate, Auszeichnungen, Anmerkungen) | Höchstplatzierung, Gesamtwochen/‑monate, AuszeichnungChartplatzierungen (Jahr, Titel, Album, Platzierungen, Wochen/Monate, Auszeichnungen, Anmerkungen) | Höchstplatzierung, Gesamtwochen/‑monate, AuszeichnungChartplatzierungen (Jahr, Titel, Album, Platzierungen, Wochen/Monate, Auszeichnungen, Anmerkungen) | Höchstplatzierung, Gesamtwochen/‑monate, AuszeichnungChartplatzierungen (Jahr, Titel, Album, Platzierungen, Wochen/Monate, Auszeichnungen, Anmerkungen) | Höchstplatzierung, Gesamtwochen/‑monate, AuszeichnungChartplatzierungen (Jahr, Titel, Album, Platzierungen, Wochen/Monate, Auszeichnungen, Anmerkungen) | Höchstplatzierung, Gesamtwochen/‑monate, AuszeichnungChartplatzierungen (Jahr, Titel, Album, Platzierungen, Wochen/Monate, Auszeichnungen, Anmerkungen) | Anmerkungen                                                                                    | [↑]: gemeinsam behandelt mit vorhergehendem Eintrag; [←]: in beiden Charts platziert |
| Jahr | Titel Album                                                       | DE | AT | CH | UK | US | R&B | Anmerkungen                                                                                    |                                                                                      |
| ---- | ----------------------------------------------------------------- | --- | --- | --- | --- | --- | --- | ---------------------------------------------------------------------------------------------- | ------------------------------------------------------------------------------------ |
| 1984 | Hold Me Whitney Houston                                           | — | — | — | UK44 (7 Wo.)UK | US46 (18 Wo.)US | R&B5 (16 Wo.)R&B | Erstveröffentlichung: 24. Mai 1984 mit Teddy Pendergrass                                       |                                                                                      |
| 1985 | Thinking About You Whitney Houston                                | — | — | — | — | — | R&B10 (15 Wo.)R&B | Erstveröffentlichung: 11. Januar 1985                                                          |                                                                                      |
| 1985 | You Give Good Love Whitney Houston                                | — | — | — | UK93 (1 Wo.)UK | US3 Platin · (21 Wo.)US | R&B1 (28 Wo.)R&B | Erstveröffentlichung: 22. Februar 1985 Verkäufe: + 1.000.000                                   |                                                                                      |
| 1985 | All at Once Whitney Houston                                       | — | — | — | — | — | — | Erstveröffentlichung: März 1985 Verkäufe: + 50.000                                             |                                                                                      |
| 1985 | Saving All My Love for You Whitney Houston                        | DE18 (15 Wo.)DE | AT12 (1½ Mt.)AT | CH5 (16 Wo.)CH | UK1 Gold · (19 Wo.)UK | US1 ×2Doppelplatin · (22 Wo.)US | R&B1 (21 Wo.)R&B | Erstveröffentlichung: 3. August 1985 Verkäufe: + 2.515.000                                     |                                                                                      |
| 1985 | How Will I Know Whitney Houston                                   | DE26 (9 Wo.)DE | AT28 (½ Mt.)AT | CH11 (9 Wo.)CH | UK5 Platin · (13 Wo.)UK | US1 ×3Dreifachplatin · (24 Wo.)US | R&B1 (19 Wo.)R&B | Erstveröffentlichung: 22. November 1985 Verkäufe: + 3.800.000                                  |                                                                                      |
| 1986 | Greatest Love of All Whitney Houston                              | DE30 (10 Wo.)DE | AT25 (1 Mt.)AT | CH20 (5 Wo.)CH | UK8 Gold · (13 Wo.)UK | US1 ×2Doppelplatin · (24 Wo.)US | R&B3 (17 Wo.)R&B | Erstveröffentlichung: 14. März 1986 Verkäufe: + 2.495.000                                      |                                                                                      |
| 1987 | I Wanna Dance with Somebody (Who Loves Me) Whitney                | DE1 Platin · (21 Wo.)DE | AT3 (4½ Mt.)AT | CH1 (19 Wo.)CH | UK1 ×5Fünffachplatin · (25 Wo.)UK | US1 ×8Achtfachplatin · (20 Wo.)US | R&B2 (15 Wo.)R&B | Erstveröffentlichung: 2. Mai 1987 Verkäufe: + 12.930.000                                       |                                                                                      |
| 1987 | Didn’t We Almost Have It All Whitney                              | DE20 (9 Wo.)DE | — | CH18 (4 Wo.)CH | UK14 Silber · (9 Wo.)UK | US1 Gold · (17 Wo.)US | R&B2 (16 Wo.)R&B | Erstveröffentlichung: 13. August 1987 Verkäufe: + 700.000                                      |                                                                                      |
| 1987 | So Emotional Whitney                                              | — | — | CH30 (1 Wo.)CH | UK5 (11 Wo.)UK | US1 Platin · (19 Wo.)US | R&B5 (14 Wo.)R&B | Erstveröffentlichung: 12. November 1987 Verkäufe: + 1.000.000                                  |                                                                                      |
| 1988 | Where Do Broken Hearts Go Whitney                                 | — | — | — | UK14 Silber · (9 Wo.)UK | US1 Gold · (18 Wo.)US | R&B2 (15 Wo.)R&B | Erstveröffentlichung: 25. Februar 1988 Verkäufe: + 700.000                                     |                                                                                      |
| 1988 | Love Will Save the Day Whitney                                    | DE37 (13 Wo.)DE | — | CH18 (6 Wo.)CH | UK10 (7 Wo.)UK | US9 (16 Wo.)US | R&B5 (14 Wo.)R&B | Erstveröffentlichung: 5. Juli 1988                                                             |                                                                                      |
| 1988 | One Moment in Time 1988 Summer Olympics Album                     | DE1 Gold · (22 Wo.)DE | AT5 (4½ Mt.)AT | CH4 (23 Wo.)CH | UK1 Gold · (18 Wo.)UK | US5 Gold · (17 Wo.)US | R&B22 (11 Wo.)R&B | Erstveröffentlichung: 27. August 1988 Verkäufe: + 1.375.000                                    |                                                                                      |
| 1988 | I Know Him So Well Whitney                                        | DE46 (5 Wo.)DE | — | — | — | — | — | Erstveröffentlichung: 30. November 1988 mit Cissy Houston                                      |                                                                                      |
| 1990 | I’m Your Baby Tonight                                             | DE5 (23 Wo.)DE | AT3 (14 Wo.)AT | CH4 (14 Wo.)CH | UK5 (11 Wo.)UK | US1 Platin · (19 Wo.)US | R&B1 (17 Wo.)R&B | Erstveröffentlichung: 28. September 1990 Verkäufe: + 1.025.000                                 |                                                                                      |
| 1990 | All the Man That I Need I’m Your Baby Tonight                     | DE37 (18 Wo.)DE | AT21 (4 Wo.)AT | CH28 (3 Wo.)CH | UK13 (10 Wo.)UK | US1 Platin · (23 Wo.)US | R&B1 (22 Wo.)R&B | Erstveröffentlichung: 4. Dezember 1990 Verkäufe: + 1.000.000                                   |                                                                                      |
| 1991 | The Star Spangled Banner The Greatest Hits                        | — | — | — | — | US6 ×2Doppelplatin (Videosingle) + Platin · (27 Wo.)US                                                                                                  | R&B30 (15 Wo.)R&B | Erstveröffentlichung: 12. Februar 1991 Verkäufe: + 1.100.000                                   |                                                                                      |
| 1991 | Miracle I’m Your Baby Tonight                                     | — | — | — | — | US9 (14 Wo.)US | R&B2 (17 Wo.)R&B | Erstveröffentlichung: 16. April 1991                                                           |                                                                                      |
| 1991 | My Name Is Not Susan I’m Your Baby Tonight                        | DE52 (19 Wo.)DE | — | — | UK29 (5 Wo.)UK | US20 (10 Wo.)US | R&B8 (14 Wo.)R&B | Erstveröffentlichung: 21. Juli 1991                                                            |                                                                                      |
| 1991 | I Belong to You I’m Your Baby Tonight                             | — | — | — | UK54 (2 Wo.)UK | — | R&B10 (17 Wo.)R&B | Erstveröffentlichung: 18. Oktober 1991                                                         |                                                                                      |
| 1992 | We Didn’t Know I’m Your Baby Tonight                              | — | — | — | — | — | R&B20 (12 Wo.)R&B | Erstveröffentlichung: 14. April 1992 mit Stevie Wonder                                         |                                                                                      |
| 1992 | I Will Always Love You The Bodyguard                              | DE1 Platin · (31 Wo.)DE | AT1 Gold · (19 Wo.)AT | CH1 (34 Wo.)CH | UK1 ×2Doppelplatin · (32 Wo.)UK | US1 Diamant + Platin · (29 Wo.)US | R&B1 (23 Wo.)R&B | Erstveröffentlichung: 3. November 1992 Verkäufe: + 14.900.000                                  |                                                                                      |
| 1993 | I’m Every Woman The Bodyguard                                     | DE13 (16 Wo.)DE | AT19 (11 Wo.)AT | CH18 (11 Wo.)CH | UK4 Silber · (11 Wo.)UK | US4 Platin · (23 Wo.)US | R&B5 (21 Wo.)R&B | Erstveröffentlichung: 2. Januar 1993 Verkäufe: + 1.235.000                                     |                                                                                      |
| 1993 | I Have Nothing The Bodyguard                                      | DE39 (10 Wo.)DE | — | CH39 (3 Wo.)CH | UK3 Platin · (12 Wo.)UK | US4 ×4Vierfachplatin · (23 Wo.)US | R&B4 (20 Wo.)R&B | Erstveröffentlichung: 20. Februar 1993 Verkäufe: + 5.355.000                                   |                                                                                      |
| 1993 | Run to You The Bodyguard                                          | DE58 (8 Wo.)DE | — | — | UK15 Silber · (7 Wo.)UK | US31 Platin · (20 Wo.)US | R&B31 (17 Wo.)R&B | Erstveröffentlichung: 21. Juni 1993 Verkäufe: + 1.200.000                                      |                                                                                      |
| 1993 | Queen of the Night The Bodyguard                                  | DE64 (9 Wo.)DE | — | CH36 (5 Wo.)CH | UK14 (5 Wo.)UK | — | — | Erstveröffentlichung: 13. Oktober 1993                                                         |                                                                                      |
| 1995 | Exhale (Shoop Shoop) Waiting to Exhale                            | DE26 (16 Wo.)DE | AT15 (10 Wo.)AT | CH13 (15 Wo.)CH | UK11 (11 Wo.)UK | US1 Platin · (21 Wo.)US | R&B1 (22 Wo.)R&B | Erstveröffentlichung: 7. November 1995 Verkäufe: + 1.005.000                                   |                                                                                      |
| 1996 | Count on Me Waiting to Exhale                                     | DE75 (8 Wo.)DE | AT28 (1 Wo.)AT | CH31 (3 Wo.)CH | UK12 (9 Wo.)UK | US8 Platin · (20 Wo.)US | R&B7 (20 Wo.)R&B | Erstveröffentlichung: 4. März 1996 mit CeCe Winans; Verkäufe: + 1.000.000                      |                                                                                      |
| 1996 | Why Does It Hurt So Bad Waiting to Exhale                         | — | — | — | — | US26 (20 Wo.)US | R&B22 (20 Wo.)R&B | Erstveröffentlichung: 22. Juli 1996                                                            |                                                                                      |
| 1996 | I Believe in You and Me The Preacher’s Wife                       | DE98 (1 Wo.)DE | — | — | UK16 (5 Wo.)UK | US4 Platin · (20 Wo.)US | R&B4 (20 Wo.)R&B | Erstveröffentlichung: 10. Dezember 1996 Verkäufe: + 1.000.000                                  |                                                                                      |
| 1997 | Step by Step The Preacher’s Wife                                  | DE8 Gold · (22 Wo.)DE | AT6 (16 Wo.)AT | CH15 (15 Wo.)CH | UK13 Gold · (13 Wo.)UK | US15 Gold · (17 Wo.)US | R&B29 (15 Wo.)R&B | Erstveröffentlichung: 24. Februar 1997 Verkäufe: + 1.185.000; Original: Annie Lennox, 1992     |                                                                                      |
| 1997 | My Heart Is Calling The Preacher’s Wife                           | — | — | — | — | US77 (4 Wo.)US | R&B35 (11 Wo.)R&B | Erstveröffentlichung: 10. Juni 1997                                                            |                                                                                      |
| 1998 | When You Believe My Love Is Your Love / #1’s                      | DE8 Gold · (20 Wo.)DE | AT6 (19 Wo.)AT | CH2 Gold · (24 Wo.)CH | UK4 Gold · (16 Wo.)UK | US15 Gold + Platin (Digital) · (20 Wo.)US | R&B33 (12 Wo.)R&B | Erstveröffentlichung: 2. November 1998 mit Mariah Carey; Verkäufe: + 2.775.000                 |                                                                                      |
| 1998 | Heartbreak Hotel My Love Is Your Love                             | DE61 (4 Wo.)DE | — | CH77 (5 Wo.)CH | UK25 (9 Wo.)UK | US2 ×2Doppelplatin · (28 Wo.)US | R&B1 (26 Wo.)R&B | Erstveröffentlichung: 15. Dezember 1998 feat. Faith Evans & Kelly Price; Verkäufe: + 2.000.000 |                                                                                      |
| 1999 | It’s Not Right but It’s Okay My Love Is Your Love                 | DE14 (17 Wo.)DE | AT20 (9 Wo.)AT | CH18 (21 Wo.)CH | UK3 ×2Doppelplatin · (18 Wo.)UK | US4 Platin · (20 Wo.)US | R&B7 (30 Wo.)R&B | Erstveröffentlichung: 25. Januar 1999 Verkäufe: + 2.215.000                                    |                                                                                      |
| 1999 | My Love Is Your Love                                              | DE2 Platin · (26 Wo.)DE | AT2 Platin · (24 Wo.)AT | CH2 ×2Doppelplatin · (36 Wo.)CH | UK2 Platin · (13 Wo.)UK | US4 ×2Doppelplatin · (28 Wo.)US | R&B2 (29 Wo.)R&B | Erstveröffentlichung: 31. Mai 1999 Verkäufe: + 3.605.000                                       |                                                                                      |
| 1999 | I Learned from the Best My Love Is Your Love                      | DE48 (9 Wo.)DE | — | CH28 (16 Wo.)CH | UK19 (14 Wo.)UK | US27 (11 Wo.)US | R&B13 (20 Wo.)R&B | Erstveröffentlichung: 8. November 1999                                                         |                                                                                      |
| 2000 | If I Told You That The Greatest Hits                              | DE58 (9 Wo.)DE | — | CH33 (15 Wo.)CH | UK9 (11 Wo.)UK | — | — | Erstveröffentlichung: 29. Mai 2000 feat. George Michael                                        |                                                                                      |
| 2000 | Could I Have This Kiss Forever? The Greatest Hits / Enrique       | DE5 Gold · (18 Wo.)DE | AT8 (20 Wo.)AT | CH1 Gold · (26 Wo.)CH | UK7 (8 Wo.)UK | US52 (19 Wo.)US | — | Erstveröffentlichung: 25. Juli 2000 mit Enrique Iglesias; Verkäufe: + 496.000                  |                                                                                      |
| 2000 | Same Script, Different Cast The Greatest Hits                     | — | — | — | — | US70 (9 Wo.)US | R&B14 (20 Wo.)R&B | Erstveröffentlichung: 10. Oktober 2000 feat. Deborah Cox                                       |                                                                                      |
| 2000 | Fine The Greatest Hits                                            | — | — | — | — | — | R&B51 (14 Wo.)R&B | Erstveröffentlichung: 14. November 2000                                                        |                                                                                      |
| 2002 | Whatchulookinat Just Whitney...                                   | DE47 (6 Wo.)DE | AT53 (4 Wo.)AT | CH22 (8 Wo.)CH | UK13 (3 Wo.)UK | US96 (3 Wo.)US | R&B75 (5 Wo.)R&B | Erstveröffentlichung: 17. September 2002                                                       |                                                                                      |
| 2002 | One of Those Days Just Whitney...                                 | — | — | CH94 (1 Wo.)CH | — | US72 (19 Wo.)US | R&B29 (20 Wo.)R&B | Erstveröffentlichung: 29. Oktober 2002                                                         |                                                                                      |
| 2003 | On My Own Just Whitney...                                         | — | — | CH79 (1 Wo.)CH | — | US84 (12 Wo.)US | R&B80 (14 Wo.)R&B | Erstveröffentlichung: 11. Februar 2003                                                         |                                                                                      |
| 2009 | I Look to You                                                     | DE41 (9 Wo.)DE | AT47 (3 Wo.)AT | CH16 (14 Wo.)CH | — | US70 Platin · (6 Wo.)US | R&B19 (20 Wo.)R&B | Erstveröffentlichung: 23. Juli 2009 Verkäufe: + 1.000.000                                      |                                                                                      |
| 2009 | Million Dollar Bill I Look to You[DE: ↑]                          | DE41 (9 Wo.)DE | — | CH40 (3 Wo.)CH | UK5 Platin · (16 Wo.)UK | US100 (1 Wo.)US | R&B16 (30 Wo.)R&B | Erstveröffentlichung: 18. August 2009 Verkäufe: + 600.000                                      |                                                                                      |
| 2009 | Worth It I Look to You                                            | — | — | — | — | — | R&B61 (10 Wo.)R&B | Erstveröffentlichung: 28. August 2009                                                          |                                                                                      |
| 2009 | I Didn’t Know My Own Strength I Look to You                       | — | — | — | UK44 (3 Wo.)UK | — | R&B66 (3 Wo.)R&B | Erstveröffentlichung: Oktober 2009                                                             |                                                                                      |
| 2012 | Celebrate Sparkle Original Motion Picture Soundtrack              | — | — | — | — | — | R&B39 (18 Wo.)R&B | Erstveröffentlichung: 5. Juni 2012 mit Jordin Sparks                                           |                                                                                      |
| 2012 | I Look to You I Will Always Love You: The Best of Whitney Houston | — | — | — | — | — | R&B90 (1 Wo.)R&B | Erstveröffentlichung: 25. September 2012 mit R. Kelly                                          |                                                                                      |
| 2019 | Higher Love Golden Hour                                           | DE22 Platin · (24 Wo.)DE | AT20 Platin · (24 Wo.)AT | CH10 Platin · (44 Wo.)CH | UK2 ×3Dreifachplatin · (49 Wo.)UK | US63 ×3Dreifachplatin · (9 Wo.)US | — | Erstveröffentlichung: 28. Juni 2019 mit Kygo; Verkäufe: + 6.420.000                            |                                                                                      |
| 2021 | How Will I Know –                                                 | — | — | — | UK92 Silber · (4 Wo.)UK | — | — | Erstveröffentlichung: 1. Oktober 2021 mit Clean Bandit; Verkäufe: + 255.000                    |                                                                                      |

### Als Gastmusikerin
| Jahr | Titel Album                                                    | Höchstplatzierung, Gesamtwochen, AuszeichnungChartplatzierungen (Jahr, Titel, Album, Platzierungen, Wochen, Auszeichnungen, Anmerkungen) | Höchstplatzierung, Gesamtwochen, AuszeichnungChartplatzierungen (Jahr, Titel, Album, Platzierungen, Wochen, Auszeichnungen, Anmerkungen) | Höchstplatzierung, Gesamtwochen, AuszeichnungChartplatzierungen (Jahr, Titel, Album, Platzierungen, Wochen, Auszeichnungen, Anmerkungen) | Höchstplatzierung, Gesamtwochen, AuszeichnungChartplatzierungen (Jahr, Titel, Album, Platzierungen, Wochen, Auszeichnungen, Anmerkungen) | Höchstplatzierung, Gesamtwochen, AuszeichnungChartplatzierungen (Jahr, Titel, Album, Platzierungen, Wochen, Auszeichnungen, Anmerkungen) | Höchstplatzierung, Gesamtwochen, AuszeichnungChartplatzierungen (Jahr, Titel, Album, Platzierungen, Wochen, Auszeichnungen, Anmerkungen) | Anmerkungen                                                              |
| Jahr | Titel Album                                                    | DE | AT | CH | UK | US | R&B | Anmerkungen                                                              |
| ---- | -------------------------------------------------------------- | --- | --- | --- | --- | --- | --- | ------------------------------------------------------------------------ |
| 1989 | It Isn’t, It Wasn’t, It Ain’t Never Gonna Be Through the Storm | — | — | — | UK29 (5 Wo.)UK | US41 (8 Wo.)US | R&B5 (14 Wo.)R&B | Erstveröffentlichung: Juni 1989 Aretha Franklin feat. Whitney Houston    |
| 1993 | Something in Common Bobby                                      | DE58 (10 Wo.)DE | — | CH41 (6 Wo.)CH | UK16 (5 Wo.)UK | — | — | Erstveröffentlichung: 7. Dezember 1993 Bobby Brown feat. Whitney Houston |

## Videoalben
| Jahr | Titel                | Höchstplatzierung, Gesamtwochen, AuszeichnungChartplatzierungen (Jahr, Titel, Platzierungen, Wochen, Auszeichnungen, Anmerkungen) | Höchstplatzierung, Gesamtwochen, AuszeichnungChartplatzierungen (Jahr, Titel, Platzierungen, Wochen, Auszeichnungen, Anmerkungen) | Höchstplatzierung, Gesamtwochen, AuszeichnungChartplatzierungen (Jahr, Titel, Platzierungen, Wochen, Auszeichnungen, Anmerkungen) | Höchstplatzierung, Gesamtwochen, AuszeichnungChartplatzierungen (Jahr, Titel, Platzierungen, Wochen, Auszeichnungen, Anmerkungen) | Höchstplatzierung, Gesamtwochen, AuszeichnungChartplatzierungen (Jahr, Titel, Platzierungen, Wochen, Auszeichnungen, Anmerkungen) | Höchstplatzierung, Gesamtwochen, AuszeichnungChartplatzierungen (Jahr, Titel, Platzierungen, Wochen, Auszeichnungen, Anmerkungen) | Anmerkungen                                           |
| Jahr | Titel                | DE | AT | CH | UK | US | R&B | Anmerkungen                                           |
| ---- | -------------------- | --- | --- | --- | --- | --- | --- | ----------------------------------------------------- |
| 2000 | The Greatest Hits    | — | — | — | UK1 Gold · (45 Wo.)UK | US— PlatinUS | — | Erstveröffentlichung: 2000                            |
| 2017 | Whitney: Can I Be Me | — | — | — | UK1 (18 Wo.)UK | — | — | Erstveröffentlichung: 20. Oktober 2017; Dokumentation |
| 2018 | Whitney              | — | — | — | UK1 (48 Wo.)UK | — | — | Erstveröffentlichung: 2018; Kinofilm                  |

Weitere Videoalben
- 1986: The #1 Video Hits (US: Platin)
- 1991: Welcome Home Heroes with Whitney Houston (US: Gold)
- 1991: The Star Spangled Banner (Videosingle, US: Platin)
- 2003: Try It On My Own (Videosingle, US: Gold)

## Boxsets
| Jahr | Titel Musiklabel                                                    | Höchstplatzierung, Gesamtwochen, AuszeichnungChartplatzierungen (Jahr, Titel, Musiklabel, Platzierungen, Wochen, Auszeichnungen, Anmerkungen) | Höchstplatzierung, Gesamtwochen, AuszeichnungChartplatzierungen (Jahr, Titel, Musiklabel, Platzierungen, Wochen, Auszeichnungen, Anmerkungen) | Höchstplatzierung, Gesamtwochen, AuszeichnungChartplatzierungen (Jahr, Titel, Musiklabel, Platzierungen, Wochen, Auszeichnungen, Anmerkungen) | Höchstplatzierung, Gesamtwochen, AuszeichnungChartplatzierungen (Jahr, Titel, Musiklabel, Platzierungen, Wochen, Auszeichnungen, Anmerkungen) | Höchstplatzierung, Gesamtwochen, AuszeichnungChartplatzierungen (Jahr, Titel, Musiklabel, Platzierungen, Wochen, Auszeichnungen, Anmerkungen) | Höchstplatzierung, Gesamtwochen, AuszeichnungChartplatzierungen (Jahr, Titel, Musiklabel, Platzierungen, Wochen, Auszeichnungen, Anmerkungen) | Anmerkungen |
| Jahr | Titel Musiklabel                                                    | DE | AT | CH | UK | US | R&B | Anmerkungen |
| ---- | ------------------------------------------------------------------- | --- | --- | --- | --- | --- | --- | --- |
| 2010 | Triple Feature Arista Records (Sony)                                | — | — | — | — | — | R&B5 (6 Wo.)R&B | Erstveröffentlichung: 9. November 2010 enthält die Alben I’m Your Baby Tonight, My Love Is Your Love und Just Whitney… |
| 2014 | Live: Her Greatest/The Ultimate Collection Legacy Recordings (Sony) | — | — | — | UK33 (3 Wo.)UK | — | — | Erstveröffentlichung: 10. November 2014                                                                                |

## Promoveröffentlichungen
| Jahr | Titel Album                                                          | Anmerkungen                                                                          |
| ---- | -------------------------------------------------------------------- | ------------------------------------------------------------------------------------ |
| 2012 | His Eye Is on the Sparrow Sparkle Original Motion Picture Soundtrack | Erstveröffentlichung: 2012                                                           |
| 2019 | Do You Hear What I Hear? The Best of Pentatonix Christmas            | Erstveröffentlichung: 24. Oktober 2019 · Pentatonix feat. Whitney Houston · US: Gold |

## Statistik

### Chartauswertung
|                     | DE     | AT     | CH     | UK     | US     | R&B      |
| ------------------- | ------ | ------ | ------ | ------ | ------ | -------- |
| Nummer-eins-Alben   | DE3DE  | AT4AT  | CH4CH  | UK3UK  | US4US  | R&B5R&B  |
| Top-10-Alben        | DE9DE  | AT9AT  | CH9CH  | UK9UK  | US8US  | R&B12R&B |
| Alben in den Charts | DE11DE | AT13AT | CH13CH | UK13UK | US13US | R&B14R&B |

|                       | DE     | AT     | CH     | UK     | US     | R&B      |
| --------------------- | ------ | ------ | ------ | ------ | ------ | -------- |
| Nummer-eins-Singles   | DE3DE  | AT1AT  | CH3CH  | UK4UK  | US11US | R&B8R&B  |
| Top-10-Singles        | DE8DE  | AT8AT  | CH9CH  | UK18UK | US23US | R&B26R&B |
| Singles in den Charts | DE31DE | AT19AT | CH31CH | UK38UK | US39US | R&B46R&B |

|                          | DE    | AT    | CH    | UK    | US    | R&B     |
| ------------------------ | ----- | ----- | ----- | ----- | ----- | ------- |
| Nummer-eins-Videoalben   | DE—DE | AT—AT | CH—CH | UK3UK | US—US | R&B—R&B |
| Top-10-Videoalben        | DE—DE | AT—AT | CH—CH | UK3UK | US—US | R&B—R&B |
| Videoalben in den Charts | DE—DE | AT—AT | CH—CH | UK3UK | US—US | R&B—R&B |

### Auszeichnungen für Musikverkäufe
| Land/RegionAuszeichnungen für Musikverkäufe (Land/Region, Auszeichnungen, Verkäufe, Quellen) | Silber       | Gold       | Platin         | Diamant     | Verkäufe     | Quellen                                                   |
| -------------------------------------------------------------------------------------------- | ------------ | ---------- | -------------- | ----------- | ------------ | --------------------------------------------------------- |
| Australien (ARIA)                                                                            | —            | 6× Gold6   | 38× Platin38   | —           | 2.595.000    | aria.com.au                                               |
| Belgien (BRMA)                                                                               | —            | 4× Gold4   | 8× Platin8     | —           | 580.000      | ultratop.be                                               |
| Brasilien (PMB)                                                                              | —            | 3× Gold3   | 4× Platin4     | —           | 1.730.000    | pro-musicabr.org.br                                       |
| Dänemark (IFPI)                                                                              | —            | 3× Gold3   | 14× Platin14   | —           | 950.000      | ifpi.dk                                                   |
| Deutschland (BVMI)                                                                           | —            | 5× Gold5   | 14× Platin14   | —           | 7.670.000    | musikindustrie.de                                         |
| Europa (IFPI)                                                                                | —            | —          | 15× Platin15   | —           | (15.000.000) | ifpi.org (Memento vom 1. Januar 2014 im Internet Archive) |
| Finnland (IFPI)                                                                              | —            | 5× Gold5   | 2× Platin2     | —           | 247.923      | ifpi.fi                                                   |
| Frankreich (SNEP)                                                                            | 3× Silber3   | 7× Gold7   | 5× Platin5     | Diamant1    | 3.900.000    | infodisc.fr snepmusique.com                               |
| Golf-Kooperationsrat (IFPI)                                                                  | —            | Gold1      | —              | —           | 3.000        | ifpi.org                                                  |
| Griechenland (IFPI)                                                                          | —            | Gold1      | —              | —           | 50.000       | Einzelnachweise                                           |
| Hongkong (IFPI/HKRIA)                                                                        | —            | —          | 3× Platin3     | —           | 60.000       | ifpihk.org                                                |
| Indonesien (ASIRI)                                                                           | —            | —          | —              | —           | 320.000      | Einzelnachweise                                           |
| Irland (IRMA)                                                                                | —            | —          | 3× Platin3     | —           | 45.000       | irishcharts.ie                                            |
| Italien (FIMI)                                                                               | —            | 4× Gold4   | 11× Platin11   | —           | 2.090.000    | fimi.it                                                   |
| Japan (RIAJ)                                                                                 | —            | 5× Gold5   | 12× Platin12   | 2× Diamant2 | 4.550.000    | riaj.or.jp JP2                                            |
| Kanada (MC)                                                                                  | —            | 2× Gold2   | 17× Platin17   | 2× Diamant2 | 3.690.000    | musiccanada.com                                           |
| Mexiko (AMPROFON)                                                                            | —            | Gold1      | Platin1        | —           | 545.000      | amprofon.com.mx                                           |
| Neuseeland (RMNZ)                                                                            | —            | 7× Gold7   | 33× Platin33   | —           | 855.000      | aotearoamusiccharts.co.nz NZ2 NZ3                         |
| Niederlande (NVPI)                                                                           | —            | 2× Gold2   | 7× Platin7     | —           | 982.000      | nvpi.nl                                                   |
| Norwegen (IFPI)                                                                              | —            | —          | 8× Platin8     | —           | 480.000      | ifpi.no NO2                                               |
| Österreich (IFPI)                                                                            | —            | 3× Gold3   | 11× Platin11   | —           | 595.000      | ifpi.at                                                   |
| Polen (ZPAV)                                                                                 | —            | 2× Gold2   | 5× Platin5     | —           | 240.000      | olis.pl                                                   |
| Portugal (AFP)                                                                               | —            | —          | Platin1        | —           | 20.000       | Einzelnachweise                                           |
| Russland (NFPF)                                                                              | —            | 2× Gold2   | —              | —           | 20.000       | 2m-online.ru                                              |
| Schweden (IFPI)                                                                              | —            | 6× Gold6   | 13× Platin13   | —           | 1.478.000    | sverigetopplistan.se                                      |
| Schweiz (IFPI)                                                                               | —            | 5× Gold5   | 17× Platin17   | —           | 915.000      | hitparade.ch                                              |
| Spanien (Promusicae)                                                                         | —            | 3× Gold3   | 15× Platin15   | —           | 1.470.000    | elportaldemusica.es ES2 ES3 ES4                           |
| Südafrika (RISA)                                                                             | —            | Gold1      | —              | —           | 25.000       | Einzelnachweise                                           |
| Südkorea (KMCA)                                                                              | —            | —          | —              | —           | 1.000.000    | Einzelnachweise                                           |
| Taiwan (RIT)                                                                                 | —            | —          | —              | —           | 302.000      | Einzelnachweise                                           |
| Ungarn (MAHASZ)                                                                              | —            | 2× Gold2   | —              | —           | 6.000        | slagerlistak.hu                                           |
| Vereinigte Staaten (RIAA)                                                                    | —            | 10× Gold10 | 75× Platin75   | 4× Diamant4 | 114.180.000  | riaa.com                                                  |
| Vereinigtes Königreich (BPI)                                                                 | 7× Silber7   | 6× Gold6   | 51× Platin51   | —           | 24.085.000   | bpi.co.uk                                                 |
| Insgesamt                                                                                    | 10× Silber10 | 96× Gold96 | 383× Platin383 | 9× Diamant9 |              |                                                           |